# Ants Oras
Ants Oras (Tallinn, 8 de desembre (25 de novembre en el calendari julià) de 1900 - Gainesville (Florida), 21 de desembre de 1982) fou un crític literari, estudiós de la literatura anglesa i traductor estonià.

## Vida i obra
Oras va néixer a Tallinn i va estudiar a la Universitat de Tartu, on es va graduar amb un màster en filosofia el 1923. També va obtenir una llicenciatura en literatura a la Universitat d'Oxford (1925-1928) i es va doctorar amb una tesi sobre John Milton.
De 1928 a 1934, va ser professor a la Universitat de Tartu i a la de Hèlsinki. Entre 1934 i 1943 va ser catedràtic a Tartu. Oras va fugir a Suècia el 1943 durant la Segona Guerra Mundial i l'ocupació alemanya d'Estònia, després a Anglaterra el 1949 i finalment als Estats Units, on es va establir definitivament a Gainesville, Florida. El 1972 va esdevenir professor d'anglès a la Universitat de Florida a Gainesville i va rebre un doctorat honoris causa d'aquesta universitat el 1975.
Ants Oras va publicar estudis de literatura anglesa, per exemple sobre de John Milton, o també sobre els models prosòdics en el teatre anglès del Renaixement. Així mateix va escriure un relat de l'ocupació dels estats bàltics titulat L'eclipsi bàltic.
Pel que fa a la literatura estoniana, Oras va ser el compilador del volum Arbujad. Valimik uusimat eesti lüürikat ("Endevins. Una selecció de la poesia estoniana més recent") el 1938; volum que donaria nom al moviment poètic homònim Arbujad.
Ants Oras va traduir Shakespeare, Goethe (inclòs Faust), Pushkin, Virgili, Alexander Pope i Molière a l'estonià, així com moltes obres estonianes a l'anglès, l'alemany, el suec, el francès i el castellà.